# Viaduc du Belon
Le viaduc du Belon est un viaduc ferroviaire situé à Coutansouze et Louroux-de-Bouble, dans l'Allier dans le centre de la France. Il porte la ligne de Commentry à Gannat. Il est inscrit aux Monuments historiques

## Localisation
Le viaduc est situé à cheval sur la limite des communes de Coutansouze et de Louroux-de-Bouble, dans le sud du département français de l'Allier, en région Auvergne-Rhône-Alpes. Il permet à la ligne de chemin de fer de Commentry à Gannat de traverser le vallon du Belon.

## Description
La partie centrale du viaduc est un pont poutre métallique en treillis d'une longueur de 128 m, reposant sur deux piles métalliques qui plongent dans le vallon. Les accès se font par deux viaducs en maçonnerie (quatre arches du côté ouest (Louroux-de-Bouble), trois arches du côté est (Coutansouze). La longueur totale du viaduc est de 231,40 m.

## Historique
Le viaduc a été construit par l'ingénieur Félix Moreaux selon les plans de l'ingénieur en chef de la Compagnie du Paris-Orléans, Wilhelm Nördling. Il a été mis en service en juin 1871.
L'édifice est inscrit au titre des monuments historiques en 2009.